# 栗もえか
栗もえか（くりもえか）は、ガチンコ3から派生したスターダストプロモーション所属の栗本柚希と鈴木萌花からなるSTARDUST PLANET（スターダストプラネット）出身の音楽ユニットであり女性ギターデュオである。
栗もえかに代わり結成された愛来と鈴木萌花からなる音楽ユニット「あいらもえか」についても記す。

## 概略
「音組の全力でファンのみなさんと育てる」をキャッチフレーズに活動を展開。このデュオは歌唱力とギター演奏の技術を磨き、歌を伝える力を追究、自身で作詞し等身大の心の叫びや思いをギターに乗せて歌う。この2人の共演は2017年7月15日「GIRLS’FACTORY NEXT」（場所：東京都江東区・Zepp Tokyo）DAY2 第一部ガチンコ3コンサート「ガチンコ4の2」でもあったが、正式に「栗もえか」としてお披露目されたのは2018年2月15日「坂崎幸之助のももいろフォーク村」第81夜 ももクロアンプラグド「ももクロと坂崎とダウンタウンももクロバンドの夕べ」再演 開演前のお台場フォークゲリラ（場所：東京都江東区・Zepp Tokyo）である。結成日は2018年1月15日。2018年11月13日、栗本柚希のスターダストプロモーション退社に伴い解散。

## メンバー
| 名前     | よみ            | ニックネーム | 担当                                           | 生年月日                 |
| -------- | --------------- | ------------ | ---------------------------------------------- | ------------------------ |
| 栗本柚希 | くりもと ゆずき | くり         | ボーカル, アコースティック・ギター, 作詞, 作曲 | 2000年10月5日（24歳）[5] |
| 鈴木萌花 | すずき もえか   | もえちん     | ボーカル, アコースティック・ギター, 作詞       | 2002年2月5日（23歳）[5]  |

## 略歴

### 2018年
- 2月15日 - 「坂崎幸之助のももいろフォーク村NEXT」第81夜 ももクロアンプラグド「ももクロと坂崎とダウンタウンももクロバンドの夕べ」再演（場所：東京都江東区・Zepp DiverCity TOKYO）開演前 お台場フォークゲリラに出演。「TRUE COLORS」（栗もえか）、「サルの歌」（鈴木萌花×榊いずみ）、「失格」（栗本柚希×榊いずみ）、「You've Got a Friend」（栗もえか×榊いずみ×佐藤亙×ダウンタウンももクロバンド）を披露。本編ではバックダンサーとして佐々木彩夏の「My Hamburger Boy」、「My Cherry Pie」に出演[3][4][6]。
- 2月28日 - 「西川貴教の僕らの音楽」第9回（CS放送フジテレビNEXT）に出演。T.M.Revolution×水樹奈々の「Preserved Roses」をカバーし披露[3][7]。
- 3月27日 - ガチンコ3コンサート「ガチンコ4の5」（場所：東京都渋谷区・Mt.RAINIER HALL SHIBUYA PLEASURE PLEASURE）栗もえかコンサートに出演。鈴木萌花作詞「明日の幸せ」、栗本柚希作詞「弱い虫」、鈴木萌花×川嶋あい作詞「My sweet box」を初披露[3][5][8]。
- 4月9日 - 「坂崎幸之助のももいろフォーク村NEXT」第83夜 「4月9日はフォークの日 」坂崎幸之助/宗本康兵/佐藤大剛 生誕男祭（CS放送フジテレビNEXT）に出演。川嶋あい×栗もえか「My sweet box」を披露[3][4][9]。
- 4月29日 – コアラモード.×栗もえかジョイントコンサート（場所：東京都江東区・フジテレビ マルチシアター）に出演。鈴木萌花作詞「恋をしてね」、栗本柚希作詞「ギターリフ」を初披露[3][5][10]。
- 5月13日 - IT’S MY TURN！2018 榊いずみ25周年ライブ（場所：東京都渋谷区・TSUTAYA O-Crest）にフロントアクトとして出演。これが栗もえかとして初のフロントアクトとなる。またアンコールステージにおいても榊いずみとのセッションで雨宮かのん作詞、榊いずみ作曲の「明日には」を披露[3][11][12]。
- 5月19日 - videobrother×栗もえかジョイントコンサート（場所：東京都江東区・フジテレビ マルチシアター）に出演。栗本柚希作詞「獏の夢」、鈴木萌花作詞の「ろうそく」を栗もえかとvideobrotherの演奏で披露[3][5][13][14]。

- 6月9日 – 榊いずみ×栗もえかジョイントコンサート（場所：東京都江東区・フジテレビ マルチシアター）に出演。栗本柚希作詞「晴れるかな」を栗もえかのギター演奏で披露[3][5][15][16]。
- 6月22日 - Anly×Leola 〜 Sun Night 〜（場所：東京都渋谷区・渋谷WWW）のフロントアクトに出演。サポート無し2人だけのステージはこれが初めてとなる。アンコールステージではAnly、Leolaさんらとサザンオールスターズの人気ナンバー「Ya Ya (あの時代を忘れない)」を披露[3][5][17][18]。
- 6月28日 - 「西川貴教の僕らの音楽」第13回（CS放送フジテレビNEXT）に出演。栗もえかとしてガチンコ☆、雨宮かのんらと出演[3][7]。
- 7月1日 - 1966カルテット×栗もえかジョイントコンサート（場所：東京都江東区・フジテレビ マルチシアター）に出演。1966カルテットとの共演、ヴァイオリン、チェロ、鍵盤の演奏でビートルズナンバー他を歌う[3][5][19]。
- 7月14日 - GIRLS' FACTORY NEXT DAY3（場所：東京都江東区・Zepp Tokyo）に出演。鈴木萌花作詞「顔晴ろう」を初披露。この日披露したレッド・ツェッペリンの「Stairway to Heaven（天国への階段）」には拍手の渦が巻き起こった[3][5][20][21]。
- 7月16日 – 新星堂 presents ウタガアルセカイ Extra Live vol.1（場所：東京都新宿区・ESPｴﾝﾀﾃｲﾝﾒﾝﾄ東京12号館club 1ne2wo）に出演。シンガーソングライターの対バン初出場となる。お目当て「栗もえか」41名、この日、栗もえか初の出演料を手にする[3][5][22][23]。
- 7月22日 - 宇宙まお×栗もえかジョイントライブ（場所：東京都江東区・フジテレビ マルチシアター）に出演。ゲスト出演、愛来（3B junior）、SUNNY（Mr.Children、Superfly、ゆずらのサポートキーボーディスト）。この日、栗もえか初のWアンコール。この日、栗もえか初のWアンコール。この日のライブは満席に加え通路座り後方立ち見全て埋まり、会場に入れなかったお客さんも[3][5][24][25]。
- 7月26日 - 「西川貴教の僕らの音楽」第14回（CS放送フジテレビNEXT）に出演。川嶋あい×栗もえかで「My sweet box」を披露[3][7]。
- 8月12日 – 奥華子×栗もえかジョイントライブ（愛来入り）（場所：東京都江東区・THE ODAIBA マイナビステージ）に出演。videobrother horns、ギタリスト佐藤亙さんも出演。栗もえかとしては「繋ぐ未来に」（ガチンコ☆・ガチンコ３・栗もえか）初披露。この日、きくちPのツイートによると、栗もえかを観た観客は入れ替わり立ち止まりを入れて「1000人くらい？」とのこと。優先エリアオールスタンディング。夏フェスならではの盛り上がりを見せた[3][26]。
- 8月19日 - コアラモード.×栗もえかジョイントライブ（愛来入り）（場所：神奈川県・ららぽーと横浜セントラルガーデンKiLaLa - 2018年8月10日オープン）に出演。8月12日に続きギタリスト佐藤亙さんも出演。椅子140席+1F立ち見+3F立ち見＋座り子供エリア。セントラルガーデンKiLaLaが憩いの場でもり、リハーサルを含め沢山の買い物客が足を止めて見入る様子が伺われた。また観ていた子供たちもクラップ。聴き入る曲あり、クラップする曲あり、盛り上がる曲あり、栗もえかが初めてチャレンジする曲ありのエンターテイメントであった[3][27]。
- 8月23日 - 「西川貴教の僕らの音楽」第15回（CS放送フジテレビNEXT）に出演。和田アキ子×栗もえかで「古い日記」を披露[3][7][28]。
- 9月8日 - たんこぶちん×栗もえかジョイントライブ（場所：東京都江東区・フジテレビ マルチシアター）に出演。たんこぶ栗もえちんでは、栗もえかがボーカルとなり、「遠距離恋愛爆撃ミサイル」、「明日の幸せ」、「世界でいちばん熱い夏」、「夏祭り」、「泣いてもいいんだよ」、「Alrght !!」を披露した[3][1]。
- 9月15日 - ビードローズ×栗もえかジョイントライブ（愛来入り）（場所：東京都江東区・フジテレビ マルチシアター）に出演。栗もえかの熱演、レッド・ツェッペリンの「Stairway to Heaven（天国への階段）」にスタンディングオベーションが起こった[3][1]。
- 9月22日 – イナズマロックフェス 風神ステージ コアラモード.（場所：東京都江東区・フジテレビ マルチシアター）に出演。栗もえかでは初の遠征[3][1]。
- 9月30日 - 加藤いづみ×栗もえかジョイントライブ/VOJA-tension×栗本柚希バースデーライブ（場所：東京都江東区・フジテレビ マルチシアター）に出演。みんなで栗本柚希生誕18才のお祝いを行った[3][1]。
- 11月13日 - ガチンコ3コンサート「ガチンコ4の6」栗もえかさよならコンサート（場所：東京都渋谷区・Mt.RAINIER HALL SHIBUYA PLEASURE PLEASURE）に出演。栗本柚希作詞・作曲「終わらない夏空」と「ワスレナグサ」を初披露。これが栗本柚希初の作曲となると同時にこの日をもって栗もえかは解散となる[3][1][5]。

## 楽曲
| 楽曲                                              | オリジナル                    | 作詞                                | 作曲                                | 備考                                                            |
| ------------------------------------------------- | ----------------------------- | ----------------------------------- | ----------------------------------- | --------------------------------------------------------------- |
| 扉の向こう（2017年）                              | ガチンコ3                     | 栗本柚希                            | 太田雄大                            | ガチンコ3コンサート 「ガチンコ3の1」                            |
| 大好き 君が（2017年）                             | 栗もえか                      | 栗本柚希                            | 宗本康兵                            | ガチンコ3コンサート 「ガチンコ4の2」                            |
| 晴れるかな（2017年）                              | 栗本柚希                      | 栗本柚希                            | 藤岡麻美                            | 栗本柚希ソロ曲 ガチンコ3学園祭コンサート 「ガチンコ4の3」       |
| シーソー（2017年）                                | 栗本柚希                      | 栗本柚希                            | 増村エミコ （VOJA-tension）         | 栗本柚希ソロ曲 ガチンコ3コンサート 「ガチンコ4の4」             |
| 弱い虫（2018年）                                  | 栗もえか                      | 栗本柚希                            | あんにゅ                            | ガチンコ3コンサート 「ガチンコ4の5」                            |
| ギターリフ（2018年）                              | 栗もえか                      | 栗本柚希                            | 宇宙まお                            | 栗本柚希ソロ曲                                                  |
| 貘の夢（2018年）                                  | 栗もえか×videobrother         | 栗本柚希                            | 山田宣人（videobrother）            | videobrother×栗もえか                                           |
| 終わらない夏空（2018年）                          | 栗もえか                      | 栗本柚希                            | 栗本柚希                            | ガチンコ3コンサート 「ガチンコ4の6」 栗もえかさよならコンサート |
| 夢（2016年）                                      | ガチンコ3                     | 鈴木萌花                            | 太田雄大                            |                                                                 |
| 未来ノート（2017年）                              | ガチンコ3                     | 鈴木萌花                            | 恩田快人                            |                                                                 |
| 明日も（2017年）                                  | 鈴木萌花                      | 鈴木萌花                            | 眞野雅規 武部聡志                   | 鈴木萌花ソロ曲                                                  |
| ろうそく（2018年）                                | 栗もえか×videobrother         | 鈴木萌花                            | 田嶋トモスケ（videobrother）        | videobrother×栗もえか                                           |
| My sweet box                                      | 川嶋あい ×栗もえか            | 鈴木萌花 川嶋あい                   | 宗本康兵                            |                                                                 |
| 君の夢は僕の夢（2016年）                          | ガチンコ3                     | 雨宮かのん                          | あんにゅ 小幡康裕                   |                                                                 |
| 青春が勿体ない（2016年）                          | ガチンコ3                     | 雨宮かのん                          | 高橋研                              |                                                                 |
| Sigh of love（2017年）                            | ガチンコ3                     | 雨宮かのん                          | 武部聡志                            |                                                                 |
| スポットライト（2017年）                          | ガチンコ3                     | 雨宮かのん                          | 宇宙まお                            |                                                                 |
| 明日には（2018年）                                | ガチンコ3                     | 雨宮かのん                          | 榊いずみ                            | 榊いずみ25周年ライブ                                            |
| I want to know（2018）                            | 雨宮かのん                    | 雨宮かのん                          | 佐藤亙                              | ビードローズ ×栗もえか（愛来入り）                              |
| Graduate ～それぞれの道へ～（2017年）             | ガチンコ3                     | 愛来                                | 宇宙まお                            | VOJA-tension×栗もえか                                           |
| 明日の幸せ（2018年）                              | 栗もえか                      | 鈴木萌花                            | Anly                                |                                                                 |
| 恋をしてね（2018年）                              | 栗もえか                      | 鈴木萌花                            | 宇宙まお                            | 鈴木萌花ソロ曲                                                  |
| 顔晴ろう（2018年）                                | 栗もえか                      | 鈴木萌花                            | あんにゅ                            |                                                                 |
| 恋の雪（2018年）                                  | 宇宙まお 栗もえか 愛来        | 宇宙まお 栗もえか 愛来              | 宇宙まお                            | 宇宙まお ×栗もえか（愛来入り）                                  |
| 繋ぐ未来に（2018年）                              | ガチンコ☆ ガチンコ３ 栗もえか | 太田雄大                            | 太田雄大                            | 奥華子 ×栗もえか（愛来入り）                                    |
| 失格（カバー曲）                                  | 榊いずみ                      | 榊いずみ                            | 榊いずみ                            | 坂崎幸之助のももいろフォーク村NEXT第81夜                        |
| True colors（カバー曲）                           | Cyndi Lauper                  | Tom Kelly Billy Steinberg           | Tom Kelly Billy Steinberg           | 坂崎幸之助のももいろフォーク村NEXT第81夜                        |
| サルの歌（カバー曲）                              | 榊いずみ                      | 榊いずみ                            | 榊いずみ                            | 坂崎幸之助のももいろフォーク村NEXT第81夜                        |
| You've gotta friend（カバー曲）                   | Carole King                   | Carole King                         | Carole King                         | 坂崎幸之助のももいろフォーク村NEXT第81夜                        |
| Preserved Roses（カバー曲）                       | T.M.Revolution ×水樹奈々      | 井上秋緒                            | 浅倉大介                            | 西川貴教の僕らの音楽 第9回                                      |
| 雨のち晴れのちスマイリー（カバー曲）              | コアラモード.                 | 小幡康裕                            | 小幡康裕                            | コアラモード.×栗もえか                                          |
| 七色シンフォニー（カバー曲）                      | コアラモード.                 | 小幡康裕 あんにゅ                   | 小幡康裕 あんにゅ                   | コアラモード.×栗もえか                                          |
| 大旋風（カバー曲）                                | コアラモード.                 | 小幡康裕 あんにゅ                   | 小幡康裕 あんにゅ                   | コアラモード.×栗もえか                                          |
| 未来（カバー曲）                                  | コアラモード.                 | 小幡康裕 あんにゅ                   | あんにゅ                            | コアラモード.×栗もえか                                          |
| リメンバー・ミー（カバー曲）                      | リユニオン                    | Kristen Anderson-Lopez Robert Lopez | Kristen Anderson-Lopez Robert Lopez | コアラモード.×栗もえか                                          |
| Thunderbird（カバー曲）                           | T.M.Revolution                | 井上秋緒                            | 浅倉大介                            | コアラモード. ×栗もえか（愛来入り）                             |
| 海（カバー曲）                                    | コアラモード.                 | あんにゅ                            | あんにゅ                            | コアラモード.×鈴木萌花 コアラモード． ×栗もえか（愛来入り）     |
| Ya Ya (あの時代を忘れない)（カバー曲）            | サザンオールスターズ          | 桑田佳祐                            | 桑田佳祐                            | Anly×Leola 〜Sun Night〜                                        |
| Girl（カバー曲）                                  | THE BEATLES                   | J･Lennon P･McCartney                | J･Lennon P･McCartney                | 1966カルテット×栗もえか                                         |
| Hello Goodbye（カバー曲）                         | THE BEATLES                   | J･Lennon P･McCartney                | J･Lennon P･McCartney                | 1966カルテット×栗もえか                                         |
| Sgt. Pepper's Lonely Hearts Club Band（カバー曲） | THE BEATLES                   | J･Lennon P･McCartney                | J･Lennon P･McCartney                | 1966カルテット×栗もえか                                         |
| Stairway to Heaven（カバー曲）                    | Led Zeppelin                  | Jimmy Page Robert Plant             | Jimmy Page Robert Plant             | GIRLS' FACTORY NEXT DAY3                                        |
| ドカドカうるさいR&Rバンド（カバー曲）             | RCサクセション                | G忌麗                               | G忌麗                               | 新星堂presentsウタガアルセカイ Extra Live vol.1                 |
| 休みの日（カバー曲）                              | JUN SKY WALKER(S)             | 宮田和弥                            | 寺岡呼人                            | 宇宙まお ×栗もえか（愛来入り）                                  |
| 三日月（カバー曲）                                | 絢香                          | 絢香 西尾芳彦                       | 絢香 西尾芳彦                       | 奥華子×鈴木萌花                                                 |
| 乙女の夏（カバー曲）                              | 奥華子                        | 奥華子                              | 奥華子                              | 奥華子 ×栗もえか（愛来入り）                                    |
| ガーネット（カバー曲）                            | 奥華子                        | 奥華子                              | 奥華子                              | 奥華子 ×栗もえか（愛来入り）                                    |
| 古い日記（カバー曲）                              | 和田アキ子                    | 安井かずみ                          | 馬飼野康二                          | 和田アキ子×栗もえか                                             |
| 遠距離恋愛爆撃ミサイル（カバー曲）                | たんこぶちん                  | 大塚利恵                            | 鎌田雅人                            | たんこぶちん×栗もえか                                           |
| 世界でいちばん熱い夏（カバー曲）                  | プリンセス プリンセス         | 富田京子 奥居香                     | 富田京子 奥居香                     | たんこぶちん×栗もえか                                           |
| 夏祭り（カバー曲）                                | Whiteberry                    | 破矢ジンタ                          | 破矢ジンタ                          | たんこぶちん×栗もえか                                           |
| 泣いてもいいんだよ（カバー曲）                    | たんこぶちん                  | 中島みゆき                          | 中島みゆき                          | たんこぶちん×栗もえか                                           |
| Alright！！（カバー曲）                           | たんこぶちん                  | 吉田円佳 伊橋成哉                   | 伊橋成哉                            | たんこぶちん×栗もえか                                           |
| カリフォルニアのホテル（カバー曲）                | ビードローズ                  | 佐藤亙                              | 佐藤亙                              | ビードローズ ×栗もえか（愛来入り）                              |
| 好きになって、よかった（カバー曲）                | 加藤いづみ                    | 高橋研                              | 高橋研                              | 加藤いづみ×栗もえか                                             |
| シャンプー（カバー曲）                            | 加藤いづみ                    | 高橋研                              | 高橋研                              | 加藤いづみ×栗もえか                                             |
| あの日、私の歌が生まれた（カバー曲）              | 加藤いづみ                    | 高橋研                              | 高橋研                              | 加藤いづみ×栗もえか                                             |
| 飛梅（カバー曲）                                  | さだまさし                    | さだまさし                          | さだまさし                          | 栗本柚希×VOJA-tension                                           |
| WINDING LOAD（カバー曲）                          | 絢香×コブクロ                 | 絢香 小渕健太郎 黒田俊介            | 絢香 小渕健太郎 黒田俊介            | 栗本柚希×VOJA-tension                                           |
| Chandelier（カバー曲）                            | Sia                           | Sia Furler Jesse Shatkin            | Sia Furler Jesse Shatkin            | 栗本柚希×VOJA-tension                                           |
| Joyful Joyful（カバー曲）                         | 讃美歌・聖歌                  | Henry van Dyke                      | Ludwig van Beethoven                | 加藤いづみ ×VOJA-tension ×栗もえか                              |
| 黒い炎（Get It On）（カバー曲）                   | Chase                         | Terry Richards                      | Bill Chase                          | ガチンコ3コンサート 「ガチンコ4の5」 栗もえかさよならコンサート |

## 出演

### テレビ
- 西川貴教の僕らの音楽 第9回「Re:PRODUCTS 栗もえか」（CS放送フジテレビNEXT）2018年2月28日放送
- 坂崎幸之助のももいろフォーク村 第81夜 「ももクロアンプラグド」再演 完全版（CS放送フジテレビNEXT）2018年3月14日放送
- コアラモード．小幡康裕のガチンコスターダストプラネット 第27回！特別編「ガチンコ4の5」感想戦（CS放送フジテレビNEXT）2018年4月9日放送
- 坂崎幸之助のももいろフォーク村 第83夜 「4月9日はフォークの日 」坂崎幸之助/宗本康兵/佐藤大剛 生誕男祭（CS放送フジテレビNEXT）2018年4月9日放送
- コアラモード.×栗もえかへきくちから（CS放送フジテレビNEXT) 2018年5月31日放送
- 西川貴教の僕らの音楽 第13回「ガチンコ☆/栗もえか/雨宮かのん」（CS放送フジテレビNEXT）2018年6月28日放送
- 西川貴教の僕らの音楽 第14回「川嶋あい×栗もえか」（CS放送フジテレビNEXT）2018年7月26日放送
- GIRLS' FACTORY NEXTへきくちから（CS放送フジテレビNEXT) 2018年7月31日放送
- 西川貴教の僕らの音楽 第15回「和田アキ子×栗もえか」（CS放送フジテレビNEXT）2018年8月23日放送
- コアラモード．小幡康裕のガチンコスターダストプラネット 第32回！特別篇 GIRLS前篇（CS放送フジテレビNEXT）2018年8月30日放送
- コアラモード．小幡康裕のガチンコスターダストプラネット 第33回！特別篇 GIRLS後篇（CS放送フジテレビNEXT）2018年9月13日放送
- 西川貴教の僕らの音楽 第16回「栗もえか×videobrother「顔晴ろう」×コアラモード.」（CS放送フジテレビNEXT）2018年9月20日放送
- コアラモード．小幡康裕のガチンコスターダストプラネット 第34回！栗もえか総集編 前篇（CS放送フジテレビNEXT）2018年10月25日放送
- 栗本柚希へきくちから（CS放送フジテレビNEXT) 2018年10月30日放送
- コアラモード．小幡康裕のガチンコスターダストプラネット 第35回！栗もえか総集編 後篇（CS放送フジテレビNEXT）2018年11月8日放送

## あいらもえか
あいらもえかは、愛来（あいら）と鈴木萌花（もえか）からなる音楽ユニット（ギターデュオ）。2018年秋に結成された。

### 略歴
2018年（あいらもえか結成前）
1月15日 - 栗本柚希と鈴木萌花からなる音楽ユニット「栗もえか」結成。
7月22日 - フジテレビマルチシアターにて『宇宙まお×栗もえか/ジョイントライブ(愛来入り)』開催。「恋の雪(宇宙まお×栗もえか×愛来)」などをギターで初演奏。
8月12日 - フジテレビ夏イベントマイナビステージにて『奥華子×栗もえかジョイントライブ(愛来入り)』開催。
8月19日 - ららぽーと横浜セントラルガーデンにて『コアラモード.×栗もえかジョイントライブ(愛来入り)』開催 。
9月15日 - フジテレビマルチシアターにて『ビードローズ×栗もえかジョイントライブ(愛来入り)』開催。
2018年（あいらもえか結成後）
10月23日 - フジテレビNEXTコアラモード.小幡康裕のガチンコスターダストプラネット番組内ユニット「ガチンコ3」から派生した、愛来（あいら）と鈴木萌花（もえか）によるユニット「あいらもえか」の結成が発表される。
11月3日 - アイドルグループ3B juniorが活動終了。愛来と鈴木萌花ら5人からなる、3B juniorから細胞分裂した新しいアイドルグループ「アメフラっシ」が活動を開始。
11月13日 - 『ガチンコ３コンサート「ガチンコ４の６」栗もえかさよならコンサート』（場所：Mt.RAINIER HALL SHIBUYA PLEASURE PLEASURE）開催。同日をもって栗本柚希が引退し「栗もえか」ユニットは解散した。新ユニットあいらもえか初お披露目、「snow poppins（宇宙まお with あいらもえか）」初披露。
11月25日 - つくばセンター広場で行われた『ワングーフェス』にて宇宙まお with あいらもえかとして出演。
11月28日発売の宇宙まお ミニアルバム「電子レンジアワー」にあいらもえかが参加した楽曲『snow poppins』（宇宙まお with あいらもえか）が収録された。12月にかけて同ミニアルバムのリリース記念インストアライブに出演。
12月31日 - パシフィコ横浜国立大ホール マリンロビーで行われた『コアラモード.×あいらもえか/アメフラっシサロンコンサートwith VOJA-tension』出演。「キミみたく（あいらもえか）」をギターで初演奏。
2019年
1月26日 - フジテレビマルチシアターで行われた『コアラモード.×あいらもえか/アメフラっシジョイントライブwith VOJA-tension』出演。
2月21日 - duo MUSIC EXCHANGEで行われた『宇宙まお「電子レンジアワー」Release Special Live』にあいらもえかとしてゲスト出演。
3月28日 - フジテレビマルチシアターで『あいらもえか ふたり舞台』開催。初のあいらもえか単独コンサート。新曲、「僕の一日（あいらもえか）」をギターで初披露（愛来作詞）。
5月11日 - フジテレビマルチシアターで行われた『あいらもえか ふたり舞台』出演。6月28日に開催される『ON A ROLL Vol.5』出演における選曲の参考の為、来場者にセットリスト採点用紙が配られた。
5月16日 - 「ガチンコ３の７」（場所：：Mt.RAINIER HALL SHIBUYA PLEASURE PLEASURE）にあいらもえかとして。
6月7日 - フジテレビマルチシアターで行われた『あいらもえか ギブソン×マーチン初舞台』出演。計16曲を披露。栗本柚希から預かったギター(ギブソン・ハミングバード)で初演奏。アンコールではあいらもえかにHKT48の坂本愛玲菜（key＆Vo）を加えたガチンコ3/5を初お披露目。
6月28日 - 渋谷 7th FLOORで行われた『ON A ROLL Vol.5』にあいらもえかとして出演。あいらもえかとして初の対バンイベント出演。
7月20日 - Zepp Tokyoで行われた「『僕らの音楽』presents 武部聡志 ピアノデイズ」にあいらもえかとして出演。新曲「アイストーリー(あいらもえか)」を披露。。
9月29日 - フジテレビマルチシアターで行われた『あいらもえか ふたり舞台』出演。計17曲を披露。「巻き戻したい夏(あいらもえか)」をギターで初演奏。
10月25日 - 渋谷eggmanにて行われた「ON A ROLL vol.8」にあいらもえかとして出演。｢なんだったんだろう(あいらもえか)｣を作曲者の有澤百華と3人で初披露＆演奏。
11月12日 - フジテレビNEXT『コアラモード.小幡康裕のガチンコスターダストプラネット』第47回放送にて、｢なんだったんだろう(あいらもえか)｣をあいらもえかとして披露。
11月29日 - 渋谷TAKEOFF7で行われた宇宙まお主催「宇宙ツアーズvol.8 〜いちご抜きショートケーキ〜」にあいらもえかとしてゲスト出演。
2020年
1月3日 - ユニット「あいらもえか」のTikTokを開設。
2月4日 -  Mt.RAINIER HALL SHIBUYA PLEASURE PLEASUREで行われた『GuuGoo Music presents あいらもえかコンサート「ガチンコ2の8」』に出演。あいらもえか初のバンド編成。翌日に18歳の誕生日を迎える鈴木萌花作詞の全曲を披露。また2人共に短い期間の17歳ということで「17歳のブルー(ガチンコ3)」をブルーのサイリウムで祝う演出が行われた。
8月16日 - TikTok生配信Live「『僕らの音楽』presents「武部聡志 ピアノデイズ」×MEET YOUR MUSIC supported by TikTok」にあいらもえかとして出演。新曲「サイン」を初披露。
8月27日 - フジテレビNEXT『あいらもえかへきくちから』に出演。
2021年
1月8日 - Studio Freedomで行われた愛来の生誕イベント『Birthday Party AIRAIVE 2022 〜愛来 19th Birthday Party〜』にて、あいらもえか復活。

### 楽曲
キミみたく
作詞・作曲：鈴木萌花
僕の一日
作詞：愛来、作曲：コアラモード.あんにゅ
巻き戻した夏
作詞：鈴木萌花 作曲：武部聡志
アイストーリー
作詞：愛来 作曲：武部聡志
なんだったんだろう
作詞：鈴木萌花 作曲：有澤百華
サイン
作詞：愛来、作曲：Miyuu
参加楽曲『snow poppins（with あいらもえか）』
作詞・作曲：宇宙まお
宇宙まお ミニアルバム「電子レンジアワー」（2018年11月28日発売）収録
宇宙まお / 栗もえか / 愛来 名義の楽曲『恋の雪』
作詞：宇宙まお / 栗もえか / 愛来、作曲：宇宙まお
宇宙まおとの楽曲
3B junior『Graduate 〜それぞれの道へ〜』作詞：愛来、作曲：宇宙まお
栗もえか（鈴木萌花ソロ曲）『恋をしてね』作詞：鈴木萌花、作曲：宇宙まお

### 出演
- コアラモード.小幡康裕のガチンコスターダストプラネット（フジテレビNEXT） - #37（2019年1月20日）、#39（2019年3月13日）、#43（2019年7月18日）、 #45（2019年9月1日）、#47（2019年11月12日）、#57（2020年9月16日）、#61（2021年1月27日）
- 坂崎幸之助のももいろフォーク村NEXT（フジテレビNEXT）
  - 第97夜（2019年5月9日）のオープニングアクト「僕の一日（あいらもえか）」を披露 [63]
  - 第111夜（2020年8月19日）「サイン（あいらもえか）」を披露[64]
  - 第115夜（2020年12月9日）[65]